# エリサ法
エリサ法（ERISA）とは、Employee Retirement Income Security Act（従業員退職所得保障法）の略称である。アメリカ合衆国の連邦法として、1974年に制定された。
エリサ法は、企業年金を運用する機関投資家に対して受託者責任を課すことで、機関投資家が自らのコーポレート・ガバナンスを拡充するよう、促している。